# 小硬枝藓
小硬枝藓（学名：Pinnatella anacamptolepis）为平藓科羽枝藓属下的一个种。